# Józef Suchodolski (chorąży lubelski)
Józef Suchodolski herbu Janina – chorąży lubelski w latach 1780–1784, chorąży urzędowski w latach 1778–1780, stolnik lubelski w latach 1777–1778, podczaszy lubelski w latach 1775–1777, podstoli lubelski w latach 1771–1775, cześnik lubelski w latach 1770–1771, łowczy lubelski w latach 1766–1770, wojski większy lubelski w latach 1765–1766, miecznik urzędowski w latach 1762–1765.
Był konsyliarzem konfederacji targowickiej województwa lubelskiego.